# Brezovac (gmina Aranđelovac)
Brezovac (cyr. Брезовац) – wieś w Serbii, w okręgu szumadijskim, w gminie Aranđelovac. W 2011 roku liczyła 688 mieszkańców.